# Chelonus raoi
Chelonus raoi är en stekelart som beskrevs av Kurhade och Nikam 1993. Chelonus raoi ingår i släktet Chelonus och familjen bracksteklar. Inga underarter finns listade i Catalogue of Life.